# Barnala
Barnala är en stad i delstaten Punjab i norra Indien, och är administrativ huvudort för ett distrikt med samma namn. Folkmängden uppgick till 116 449 invånare vid folkräkningen 2011.